# NGC 6984
NGC 6984 ist eine Balken-Spiralgalaxie vom Hubble-Typ SBc im Sternbild Indianer am Südsternhimmel. Sie ist schätzungsweise 207 Millionen Lichtjahre von der Milchstraße entfernt und hat einen Durchmesser von etwa 110.000 Lj.
Im selben Himmelsareal befindet sich u. a. die Galaxie NGC 6982.
Das Objekt wurde am 8. Juli 1834 von dem Astronomen John Herschel mit einem 48-cm-Teleskop entdeckt.